# 空警-2000
空警-2000（缩写：KJ-2000）是中国的空中预警机，基于伊尔-76飞行平台，是一款装备有有源电子扫描阵列雷达的预警机。
機身上方的圓盤形雷達罩內裝置了三塊固定的有源电子扫描阵列，分別面向前方、左後方、以及右後方，號稱有效探测距离470公里。另外，機首下部裝置一台對地搜索的都卜勒雷達。而且，該雷達有助於空警-2000在海上巡邏時搜索敵方水面艦隻和監視敵方行動，甚至能夠透過數據鏈為海軍艦艇提供敵情與引導反艦飛彈。這兩組雷達配搭之下，空警-2000成為同時具備對空對地搜索能力的預警機。

## 歷史

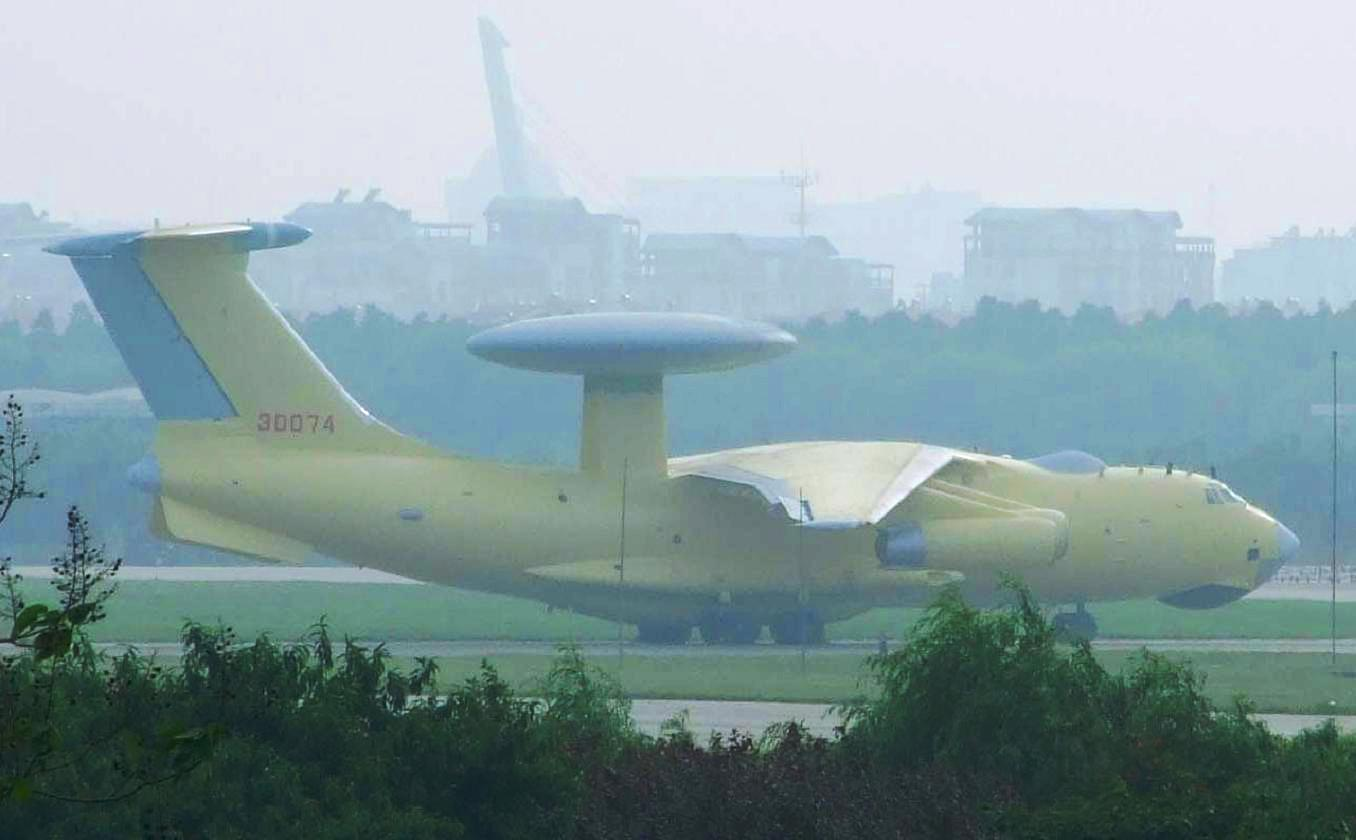
攝於2008年3月，處於試驗階段的空警-2000。

### 中以合作
中国在1992年开始与俄罗斯谈判购买A-50预警机的事宜。不過之后，中國将注意力转向了以色列的“费尔康”系统，希望能將雷達換成此款式。中國、俄羅斯、以色列三方在1994年达成了相关的协议。按照约定，中国将购买4架安装有“费尔康”系统的预警机，总价值为10亿美元。 
俄羅斯根據在1997年5月份签署了对A-50U进行改装的合同，在经过一段时间的延误后，于1999年10月向以色列提供了首架飞机，用以安装IAI公司研制的“费尔康”系统。直至2000年5月，移交飛機相关的工作已经结束。然而，三国的合作在2000年遭到打击，并最终以失败告终。据聞當時美国政府向以色列施加了强大压力，迫使以色列放弃已开始的合作。以方从A-50I上卸下了所有已经安装的无线电设备，而飞机则在2002年经由俄罗斯移交给了中国。

### 國產化
該打擊尽管一定程度上拖延了中國預警機進度，但中国从2002年底开始在获得机上，即已无任何雷达探测设备的A-50I上安装国产设备。这项艱鉅工作由陕西飞机制造公司承担，而负责研制雷达系统的则是中国电子科技集团公司第14研究所（南京电子技术研究所）。由那架A-50发展而成的空警-2000预警机于2003年11月完成首飞。按照计划，最后一架空警-2000预警机将在2007年底装备部队。未来中国空军计划以国产“运-20”大型运输机为平台，发展新一代大型预警机。
2008年汶川大地震，有预警机投入救灾；有报道称即是空警-2000。
2009年10月1日，空警-2000预警机參与中华人民共和国60周年国庆閱兵。
2015年9月3日，空警-2000预警机参与“9.3纪念抗日战争胜利70周年大阅兵”。
2016年6月3日，媒体报道称，中国西安飞机公司已经改装完毕了2架二手伊尔-76运输机，使它成为了新的空警-2000预警机；评论认为：而如果新生产空警-2000加入中国空军服役，那么中国战略预警机会增加到六架；而中国另外一款的空警-500预警机也频繁地出现在靠近日本的军用机场，在2015年曝光的两架运-20中国国产的大型运输机在阎良机场试飞之后，运20的产量已达至五架。

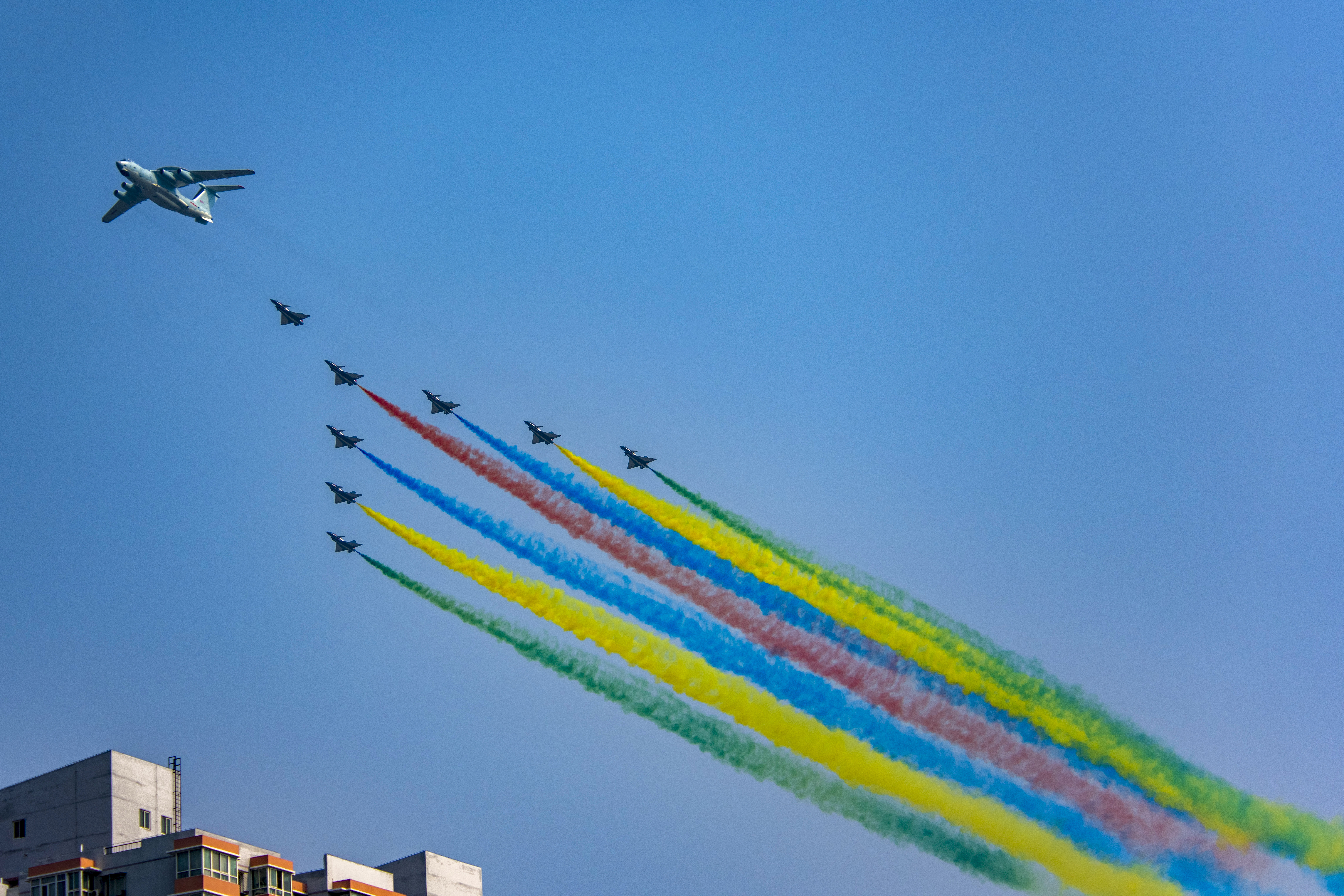
2019年庆祝中华人民共和国成立70周年大会上的空警2000（领头）

2019年10月1日，空警-2000预警机参与“庆祝中华人民共和国成立70周年大会”。
2024年12月底，媒體報導指出西安飛機工業製造的「空警-3000」預警機首次曝光。該機是以現役運-20運輸機構型為基礎，搭載自製「渦扇-20」（WS-20）發動機而生的機種。據稱能搜索600至1000公里遠的敵威脅，也能偵獲360公里外的匿蹤戰機，並同時追蹤1000個空中目標。空警-3000最大酬載傳達66噸，比前代機「空警-2000」要多出將近三分之一。。

## 使用国
- 中国
  - 中國人民解放軍空軍

## 性能
- 使用频率：1200-1400兆赫
- 执勤時間上限：12个小时（無空中加油）
- 最大飞行距离：5500公里（無空中加油）
- 最大飞行重量：195吨（無空中加油）
- 同时跟踪目标数量：60-100个（推测）
- 探测距离（战机）：470公里（推测）
- 高空探测距离（弹道导弹）：1200公里（推测）
- 最高速度：850公里/小时
- 单位造价2.5亿美金（推测）

## 配備
- K波段卫星通讯站
- 内部通讯系统、資料鏈終端機
- 數位戰場顯示器
- 导弹来袭告警系统
- 红外诱饵和干扰物自动发射器
- 短波电台（推測最大通讯距离2000公里）
- 超短波电台（推測最大通讯距离350公里）
- 一個直径14米的固定天线罩[3]

## 流行文化

### 电视剧
- 2013年解放軍支援拍攝的連續劇《我是特種兵3火鳳凰》中，空警-2000以紅箭旅空中司令部的角色出現，劇情中敘述有備援司令部能力。
- 2009年，国庆后，《鹰隼大队》中，有空警-2000的身影。